# Diana van der Plaats
Diana van der Plaats (Utrecht, 12 agosto 1971) è un'ex nuotatrice olandese specializzata nello stile libero..
Diana van der Plaats ha partecipato a due edizioni dei Giochi olimpici: a Seul 1988 vinse la medaglia d'argento nella staffetta 4x100 metri stile libero. In quell'occasione prese parte solo al primo turno della gara, mentre nella finale fu sostituita da Conny van Bentum. Anche ai Giochi di Barcellona 1992, prese parte alla stessa gara, in cui i Paesi Bassi giunsero quinti.
Disputò anche gli europei di nuoto, in cui ottenne complessivamente una medaglia d'oro, tre d'argento e una di bronzo.

## Palmarès
- Olimpiadi

Seul 1988: argento nella staffetta 4x100 m sl.
- Europei

1987 - Strasburgo: argento nella staffetta 4x100 m sl.
1989 - Bonn: argento nella staffetta 4x100 m sl, argento nella staffetta 4x200 m sl.
1991 - Atene: oro nella staffetta 4x100 m sl, bronzo nella staffetta 4x200 m sl.